# Ibrahim Evsan

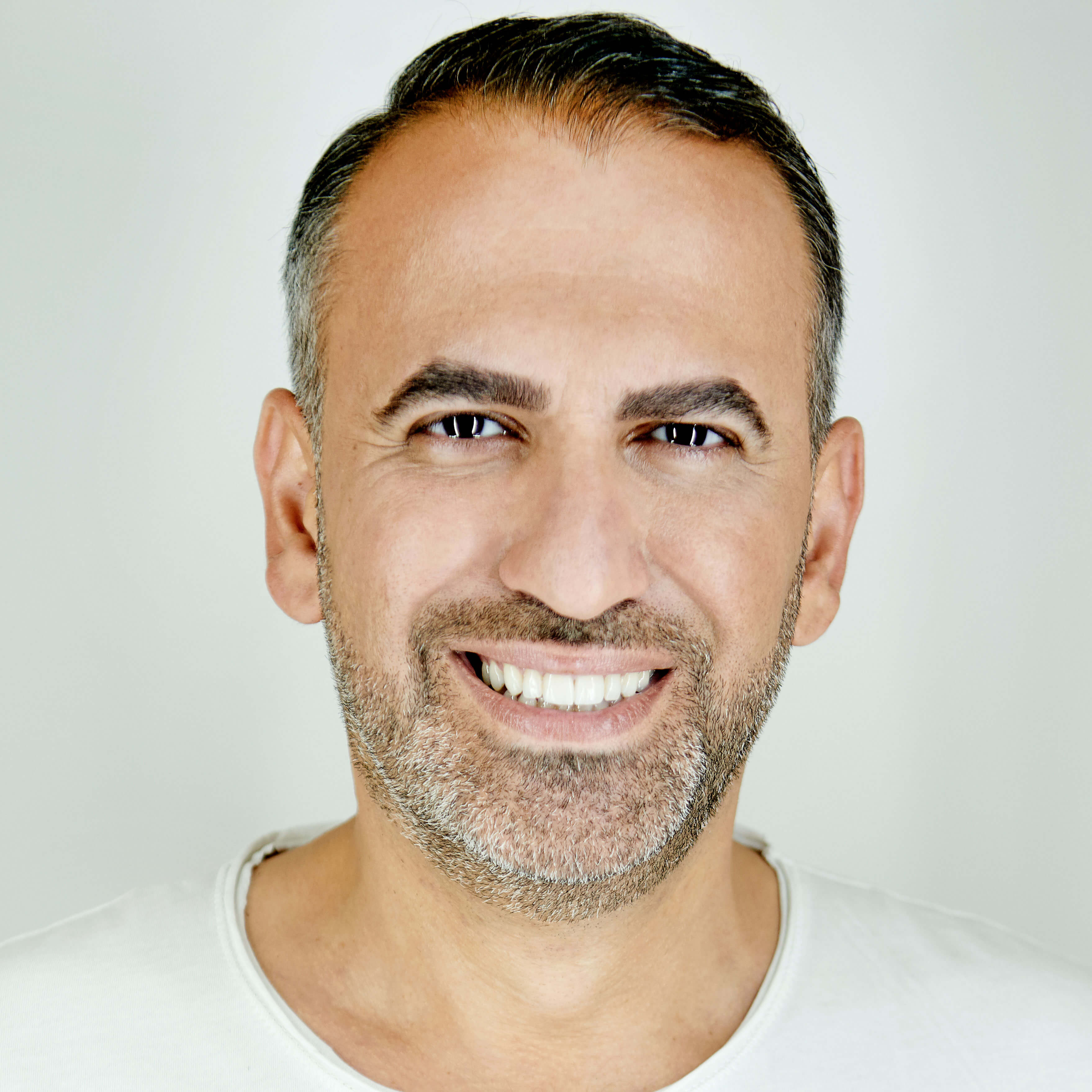
Ibrahim Evsan, 2015

Ibrahim Evsan (* 27. November 1975 in Warendorf) ist ein deutscher Unternehmer, Blogger und Autor türkischer Abstammung.

## Leben und Werk
Bekannt wurde Evsan als Gründer von sevenload, einer Web-2.0-Plattform für Multimedia-Inhalte. Im Oktober 2009 kündigte Evsan seinen Ausstieg bei sevenload an, um sich der Gründung einer neuen Firma „United Prototype“ zu widmen, in der das Social Game Fliplife entwickelt wurde.
2012 wurde die 3rdPlace GmbH von Evsan ins Leben gerufen, aus der 2014 die Social Trademark GmbH wurde. Schwerpunkte des Unternehmens sind die Themen Imageaufbau, Online Reputation Management und Networking. Heute beschäftigt er sich mit dem Thema Human Design.

## Auszeichnungen
Im August 2008 belegte Evsan auf der Webseite Deutsche Startups den zweiten Platz unter den wichtigsten Web-Gründern in Deutschland. 2009 gewann er den Convergators Award von BITKOM und Focus in der Kategorie „Digital Life“ im Rahmen der Cebit. Im Folgejahr erreichte Evsan den zweiten Platz in der Kategorie „Mister Digital“, der von Internet World Business gekürt wurde. 2011 zählte er zu den Top 5 der einflussreichsten Social-Media-Persönlichkeiten und erreichte 2013 Platz 17 der wichtigsten 100 Köpfe der europäischen Digital-Industrie.

## Ehrenamtliche Tätigkeiten
Evsan bildete zusammen mit Kai Diekmann und Maria Böhmer bis 2017 den Vorstand der Deutschlandstiftung Integration. Er ist außerdem stellvertretendes Mitglied der Medienkommission der Landesanstalt für Medien Nordrhein-Westfalen (LfM), Mitglied des Medienbeirats und des Initiativkreises Kreativwirtschaft des Landes Nordrhein-Westfalen. sowie Botschafter für die Digitale Wirtschaft NRW. Seit dem 23. Juni 2010 ist Evsan Komitee-Mitglied der UNICEF. Des Weiteren gehört er zum Beirat von Code for Germany.

## Veröffentlichungen

### Bücher
- Der Fixierungscode. Zabert Sandmann, München 2009, ISBN 978-3-89883-255-7.[18]
- Du bist die Botschaft. Amazon Kindle, 2016[19]

### Beiträge
- Apple wird der Großverlag der Welt. In: Frankfurter Allgemeine Zeitung. Frankfurt am Main 29. Januar 2010 (faz.net).
- Auf dem Sprung zur digitalen Selbstbestimmung. In: Carta. Berlin 17. Dezember 2009 (carta.info).